# Driver JDBC
Um driver JDBC é um componente de software que permite que uma aplicação Java interaja com um banco de dados.
Para conectar com bancos de dados individuais, o JDBC (a API Java Database Connectivity) requer drivers para cada banco de dados. O driver JDBC fornece a conexão ao banco de dados e implementa o protocolo para transferir a consulta e o resultado entre cliente e banco de dados.